# 新潟県内市町村指定文化財一覧
新潟県内市町村指定文化財一覧（にいがたけんないしちょうそんしていぶんかざいいちらん）は、新潟県内の市町村指定文化財の一覧記事の一覧である。

## 市部
- 新潟市指定文化財一覧[1]
- 長岡市指定文化財一覧[2]（旧川口町指定文化財一覧）
- 三条市指定文化財一覧
- 柏崎市指定文化財一覧
- 新発田市指定文化財一覧[3]
- 小千谷市指定文化財一覧[4]
- 加茂市指定文化財一覧
- 十日町市指定文化財一覧
- 見附市指定文化財一覧
- 村上市指定文化財一覧[5]
- 燕市指定文化財一覧
- 糸魚川市指定文化財一覧
- 妙高市指定文化財一覧
- 五泉市指定文化財一覧
- 上越市指定文化財一覧
- 阿賀野市指定文化財一覧
- 佐渡市指定文化財一覧[6]
- 魚沼市指定文化財一覧
- 南魚沼市指定文化財一覧
- 胎内市指定文化財一覧[7]

## 北蒲原郡
- 聖籠町指定文化財一覧

## 西蒲原郡
- 弥彦村指定文化財一覧[8]

## 南蒲原郡
- 田上町指定文化財一覧

## 東蒲原郡
- 阿賀町指定文化財一覧

## 三島郡
- 出雲崎町指定文化財一覧

## 南魚沼郡
- 湯沢町指定文化財一覧

## 中魚沼郡
- 津南町指定文化財一覧

## 刈羽郡
- 刈羽村指定文化財一覧

## 岩船郡
- 関川村指定文化財一覧
- 粟島浦村指定文化財一覧